# Camélia El Kord
Camélia El Kord, née le 15 mars 1988, est une escrimeuse marocaine.

## Biographie
Sœur de l'escrimeur Houssam El Kord, elle débute en fleuret à l'âge 5 ans avant de passer à l'épée au Levallois Sporting Club, où elle est triple championne de France junior par équipes de 2004 à 2006. Elle intègre l'équipe de France junior, avant de rejoindre l'équipe du Maroc.
Elle est diplômée de l'école d'ingénieur de l'ESIEE Paris en 2010.[réf. nécessaire]
Camélia El Kord est médaillée de bronze en épée par équipe aux Jeux africains de 2019,. Elle remporte la médaille d'argent en épée par équipe aux Championnats d'Afrique d'escrime 2022 à Casablanca ainsi qu'aux Championnats d'Afrique d'escrime 2023 au Caire.
En 2024, elle remporte la médaille d'argent en épée féminine aux Championnats d'Afrique à Casablanca, faisant d'elle la première finaliste marocaine d'un championnat d'Afrique.